# Fareed Zakaria GPS
O Fareed Zakaria GPS é um programa de televisão estadunidense da CNN. É apresentado pelo jornalista e autor Fareed Zakaria. É transmitido para todo o mundo pela CNN International. Desde julho de 2022 que o programa pode ser visto, com legendas em português, na CNN Portugal. Anteriormente, o canal que emitia o programa com legendagem em Portugal era a RTP3.

## Convidados
| #  | Date              | Guest |
| -- | ----------------- | --- |
| 1  | 01/06/2008        | Tony Blair, Primeiro Ministro do Reino Unido |
| 2  | 08/06/2008        | Henry Kissinger, Secretário de Estado dos Estados Unidos |
| 3  | 15/06/2008        | Bjørn Lomborg |
| 3  | 22/06/2008        | Condoleezza Rice, Secretário de Estado dos Estados Unidos |
| 4  | 26/06/2008        | Gordon Brown, Primeiro Ministro do Reino Unido |
| 5  | 06/07/2008        | Manouchehr Mottaki, Ministro das Relações Exteriores do Irã |
| 6  | 13/07/2008        | Barack Obama |
|    |                   | Lawrence Summers |
|    |                   | Paul Krugman |
|    |                   | Jeffrey Sachs |
| 7  | 20/07/2008        | David Cameron, Líder do Partido Conservador (Reino Unido) |
|    |                   | Christopher Dodd |
|    |                   | Richard Haass |
| 8  | 27/07/2008        | Joseph Stiglitz |
|    |                   | Adrian Wooldridge |
|    |                   | Irshad Manji |
| 9  | 03/08/2008        | Ayaan Hirsi Ali |
|    |                   | Richard Holbrooke |
| 10 | 10/08/2008        | Imran Khan |
| 11 | 17/08/2008        | Richard Stengel |
|    |                   | Zbigniew Brzezinski |
|    |                   | David Granve |
| 12 | 31/08/2008        | Mikhail Saakashvili, Presidente da Georgia |
| 13 | 07/09/2008        | Rory Stewart |
| 14 | 14/09/2008        | Thomas Friedman |
|    |                   | Greg Mortenson, autor de Three Cups of Tea |
| 15 | 21/09/2008        | Lee Kuan Yew, Primeiro Ministro de Singapura |
|    |                   | Barney Frank |
| 16 | 28/09/2008        | Wen Jiabao, Primeiro-ministro da República Popular da China |
|    |                   | Hamid Karzai, Presidente do Afeganistão |
| 17 | 05/10/2008        | Bill Gates |
| 18 | 12/10/2008        | George Soros |
| 19 | 16/10/2008        | Rania da Jordânia |
|    |                   | Paul Krugman |
| 20 | 26/10/2008        | Robert Rubin, Secretário do Tesouro dos Estados Unidos |
| 21 | 02/11/2008        | Madeleine Albright |
|    |                   | Michael Bloomberg |
|    |                   | Christopher Patten |
| 22 | 09/11/2008        | Brent Scowcroft |
| 23 | 14/11/2008        | R. Nicholas Burns, |
| 24 |                   | Stephen F. Cohen |
|    |                   | David Kilcullen |
|    |                   | Barnett Rubin |
| 25 | 23/11/2008        | Al Gore |
| 26 | 30/11/2008        | Ratan Tata |
| 27 | 07/12/2008        | Ernesto Zedillo, Presidente do México |
| 28 | 14/12/2008        | Colin Powell |
| 29 | 01/03/2009        | Stephen Harper, Primeiro-ministro do Canadá |
| 30 | 08/03/2009        | Gamal Mubarak |
| 31 | 15/03/2009        | Charles W. Freeman Jr. |
|    |                   | Paul O'Neill |
| 32 | 22/03/2009        | Eliot Spitzer |
| 33 | 05/04/2009        | James Baker |
| 34 | 19/04/2009        | Hamid Karzai, Presidente do Afeganistão |
| 35 | 03/05/2009        | Robert Gates, Secretário de Defesa dos Estados Unidos |
| 36 | 10/05/2009        | Dalai Lama |
| 37 | 17/05/2009        | Pervez Musharraf, Presidente do Paquistão |
| 38 | 24/05/2009        | Tzipi Livni, Ministro das Relações Exteriores de Israel |
| 39 | 31/05/2009        | Henry Kissinger, Secretário de Estado dos Estados Unidos |
| 40 | 07/06/2009        | Michael Lewis |
| 41 | 14/06/2009        | Christiane Amanpour, ao vivo do Irã |
| 42 | 22/06/2009        | Zbigniew Brzezinski, Conselheiro de Segurança Nacional dos Estados Unidos |
|    |                   | Parag Khanna |
|    |                   | Afshin Molavi |
|    |                   | Hooman Majd |
|    |                   | Sree Sreenivasan |
|    |                   | Clay Shirky |
| 43 | 28/06/2009        | Tony Blair |
|    |                   | Paul Krugman |
| 44 | 05/07/2009        | David Miliband, Secretário de Estado do Reino Unido para os Assuntos Externos |
| 45 | 05/07/2009        | Tim Geithner, Secretário do Tesouro dos Estados Unidos |
| 46 | 19/07/2009        | Paul Kagame, Presidente de Ruanda |
|    |                   | David Kilcullen |
|    |                   | Andrew Bacevich |
| 47 | 26/07/2009        | Christine Lagarde, Ministros das Finanças da França |
|    |                   | Nouriel Roubini |
|    |                   | Mort Zuckerman |
|    |                   | Niall Ferguson |
| 48 | 02/08/2009        | Ashraf Ghani e Abdullah Abdullah |
|    |                   | Robert Baer |
|    |                   | John O’Sullivan |
|    |                   | John E. McLaughlin |
| 49 | 08/08/2009        | Hillary Clinton, Secretária de Estado dos Estados Unidos |
| 50 | Outros convidados | Tom Friedman, Ian Bremmer, Niall Ferguson, David Frum, Barbara Ehrenreich, Ian Bremmer, Judea Pearl, Presidente da Daniel Pearl Foundation Christiane Amanpour, John Bruton, Minxin Pei, Douglas Feith, Nandan Nilekani, Fawaz Gerges, Dominique Moisi, Bret Stephens, Gideon Rose, Jack Pritchard, Selig Harrison, Saad Eddin Ibrahim, Juan Cole, Manmohan Singh, Nathan Myhrvold, Richard Levin, Shahrukh Khan, Joseph S. Nye |

## Prêmios e indicações
O programa ganhou o Peabody Award em 2011.  A entrevista de Zakaria com o premiê chinês Wen Jiabao foi indicada ao Emmy de Notícias e Documentário como Melhor Entrevista em 2013.